# 小行星43657
小行星43657（43657 Bobmiller）是一颗绕太阳运转的小行星，为主小行星带小行星。该小行星于2002年3月20日发现。
該小行星以美國天文學家羅伯特·唐納德·米勒（Robert Donald Miller）命名。

## 轨道参数
小行星43657的轨道半长轴为466 265 157 km，3.1167457 UA，离心率为0.092。